# Velleia paradoxa
Velleia paradoxa är en tvåhjärtbladig växtart som beskrevs av Robert Brown. Velleia paradoxa ingår i släktet Velleia och familjen Goodeniaceae. Inga underarter finns listade i Catalogue of Life.

## Bildgalleri

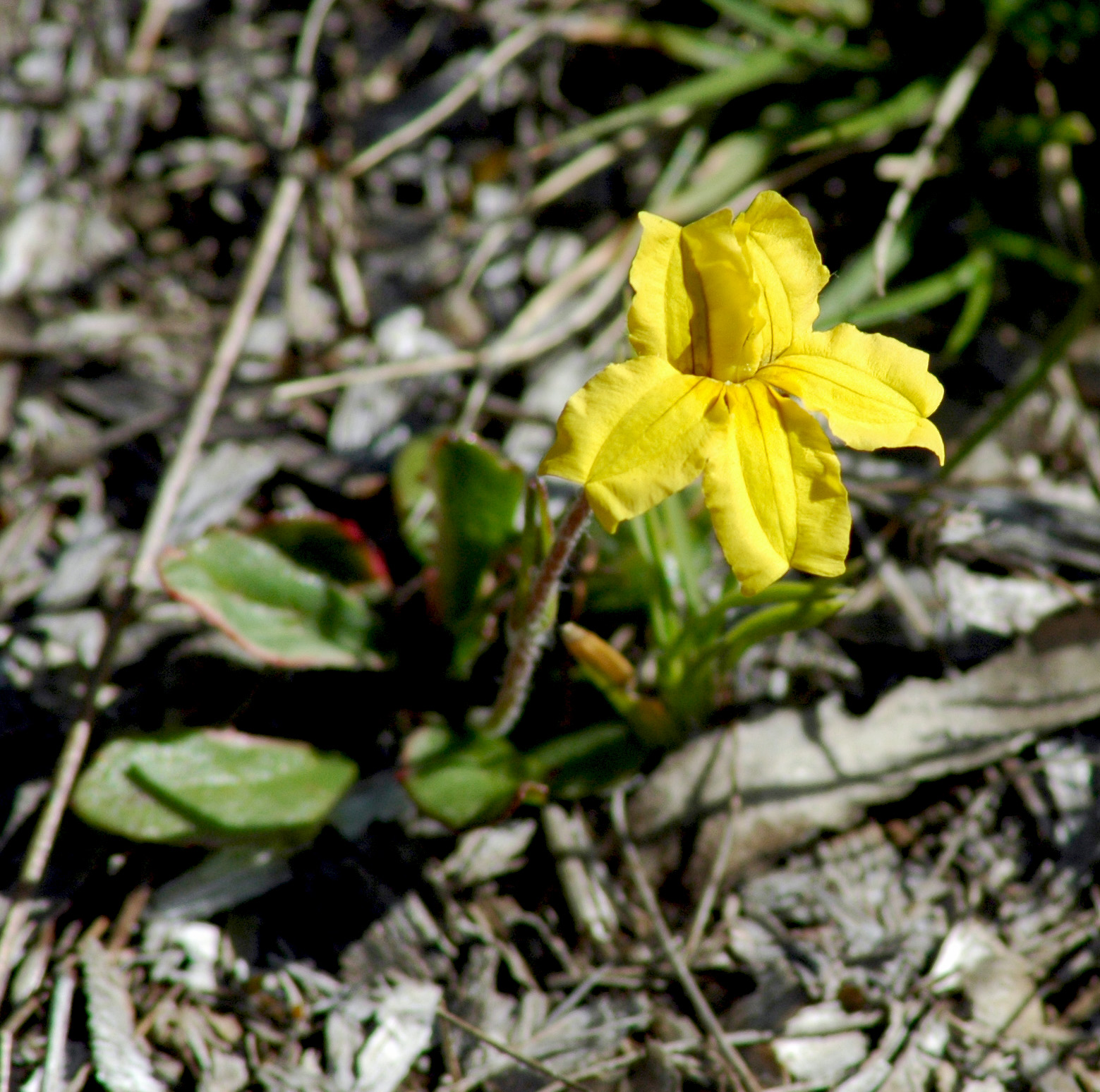